# مادلين كوب
مادلين كوب (بالإنجليزية: Madeleine Cobb) هي منافسة ألعاب القوى بريطانية، ولدت في 3 يوليو 1940 في لندن في المملكة المتحدة.

## وصلات خارجية
- مادلين كوب على موقع أوليمبيديا (الإنجليزية)
- مادلين كوب على موقع اللجنة الأولمبية البريطانية (الإنجليزية)